# Georg Liebermann
Georg Liebermann (geboren am 5. Juli 1844 in Berlin; gestorben am 15. April 1926 ebenda) war ein deutscher Unternehmer der Textilindustrie und des Maschinenbaus.

## Leben
Georg Liebermann wurde 1844 als ältestes Kind des Textilfabrikanten Louis Liebermann (1819–1894) und dessen Ehefrau Philippine Liebermann geb. Haller (1822–1892) in Berlin geboren. Er hatte vier jüngere Geschwister: den Maler Max, Anna, Martin und den Historiker Felix.

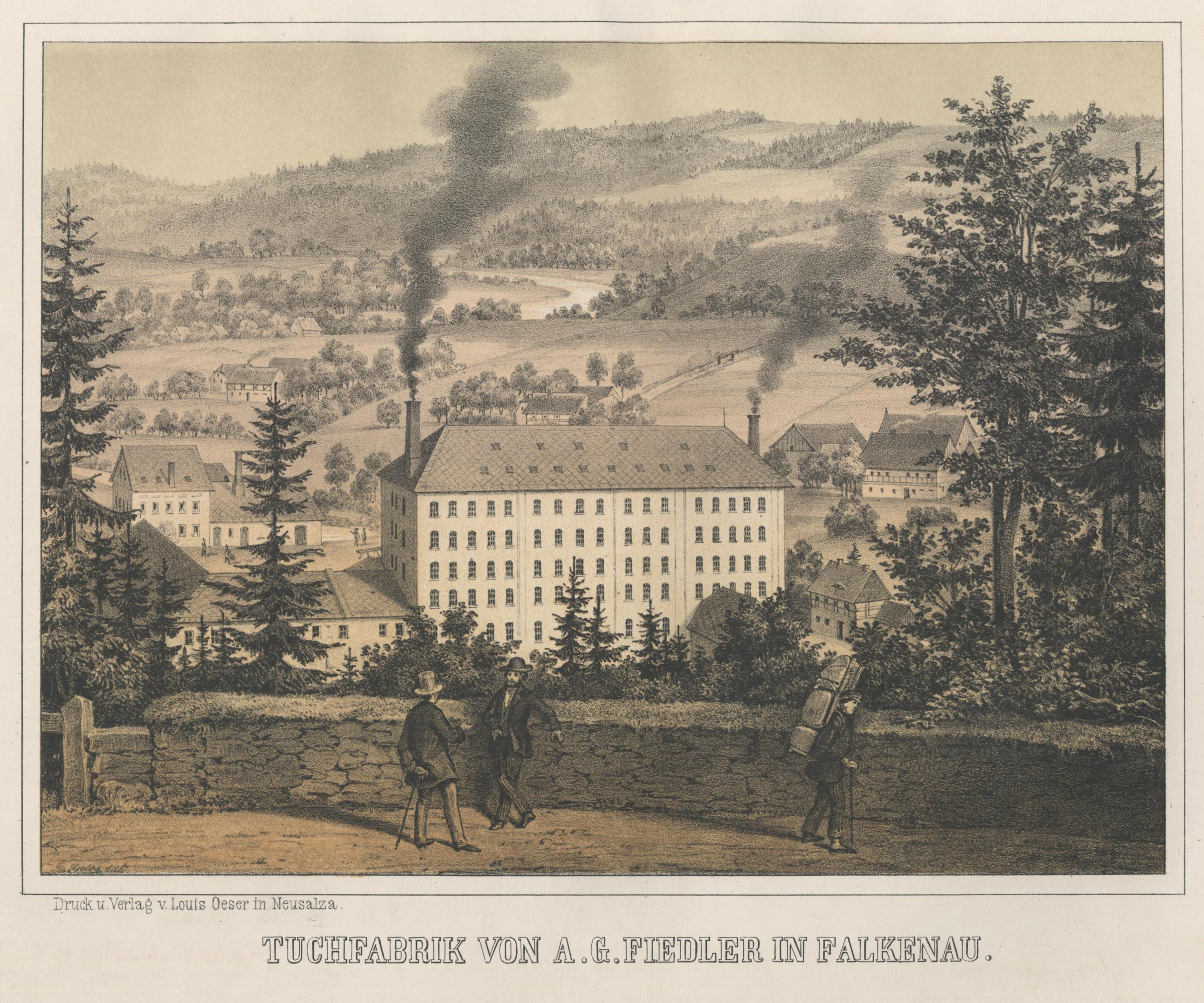
Tuchfabrik Fiedler in Falkenau, rund 20 Jahre vor dem Ankauf durch Georg Liebermann

Bereits Georgs Großvater Josef Liebermann, der 1823 nach Berlin gekommen war, war in der Kattun- und Textilproduktion tätig. Seine beiden Söhne Benjamin (1812–1901) und Louis Liebermann kauften gegen Ende der 1850er Jahre die Dannenberg’sche Kattunfabrik, die sich seit 1812 auf dem Grundstück Köpenicker Straße 6a–7 befand.
1869 wurde Georg Liebermann von seinem Vater an der Gesellschaft Dannenberger’sche Kattunfabriken Benjamin, Louis und Georg Liebermann beteiligt und trat in die Geschäftsführung ein. 1877 machte er sich mit der Übernahme der 1821 gegründeten Tuchfabrik Fiedler im sächsischen Falkenau selbstständig. 1883 kaufte er – nach einem Großbrand – die Fabrik der Gebrüder Schreyer und zur gleichen Zeit auch die Spinnerei Beaumont. Liebermann betrieb eine Baumwollspinnerei mit einer Zwirnerei. Hergestellt wurden kardierte und gekämmte Garne für die Strumpf-, Trikotagen-, Handschuh- und Nähfadenindustrie sowie Zwirne für die Web- und Gardinenindustrie. Außerdem gehörte ein Wasserkraftwerk zum Unternehmen. Neben Textilprodukten stellte das Unternehmen aber auch Maschinen für andere Unternehmen der Textilindustrie her.

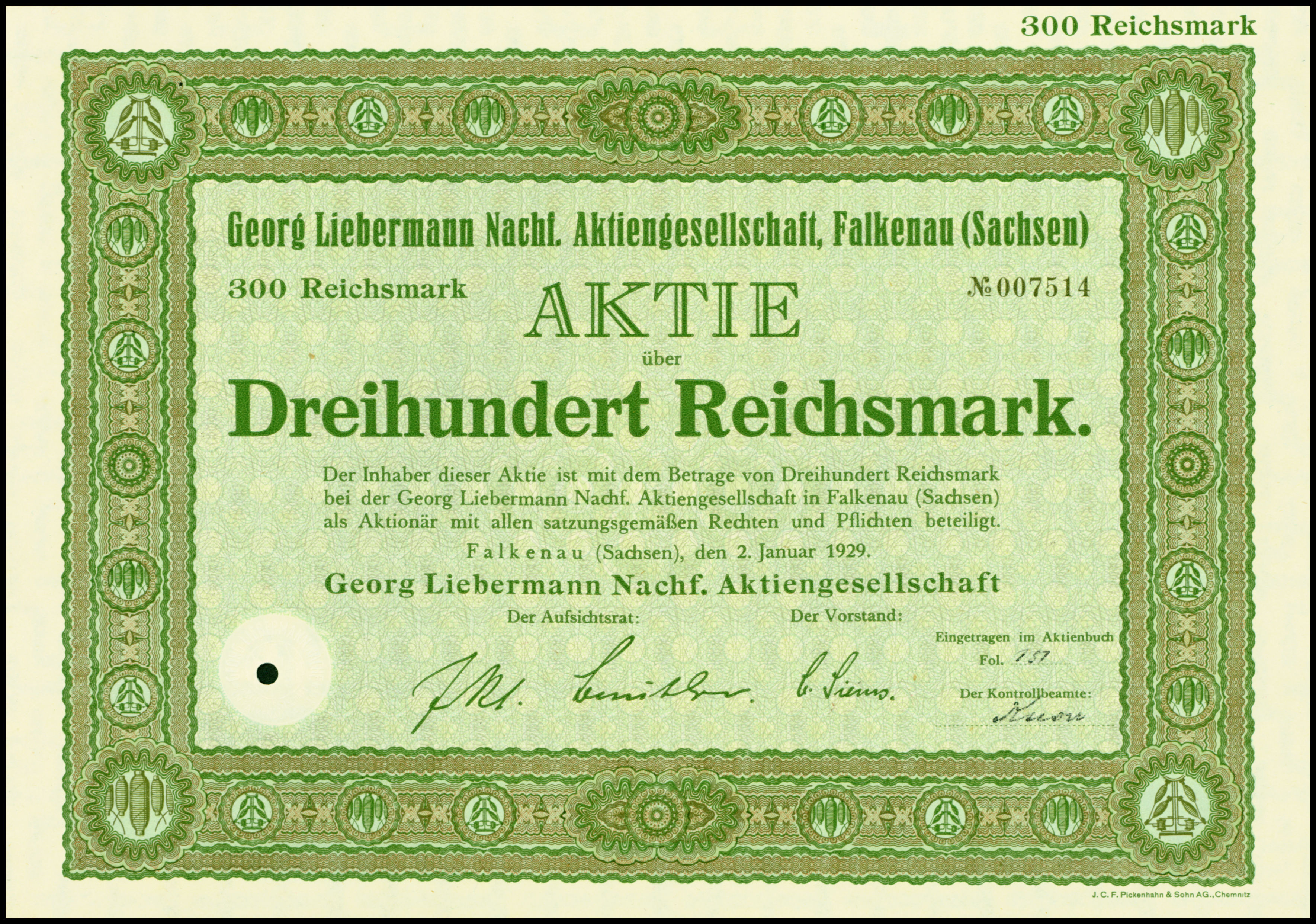
Aktie der Georg Liebermann Nachf. AG von 1929

Der Betrieb entwickelte sich unter der Leitung Liebermanns dynamisch. Verfügte er im Jahr 1887 erst über 25.000 Spindeln, waren es 1905 bereits 106.000 Spindeln. Dies bedeutete eine Steigerung um 324 %. Im Jahr 1905 hatte das Unternehmen etwa 900 Beschäftigte. 1911 verkaufte Liebermann die Fabrik an die Tüllfabrik Flöha AG in Plaue, unter anderem weil seine Söhne in andere berufliche Richtungen gingen, sie lief nun als Georg Liebermann KG weiter. Im Jahr 1913 wurde das Unternehmen als Georg Liebermann Nachf. AG in eine Aktiengesellschaft umgewandelt. 1941 wurde sie „arisiert“ und die Firma in Baumwollspinnerei Falkenau AG geändert. 1939 gehörte der Betrieb zu den Unternehmen, die für den Kriegsfall Baumwolle einlagern sollten. 1953 ging das Unternehmen im VEB Baumwollspinnerei Flöha auf, aus dem 1971 der VEB Vereinigte Baumwollspinnereien und Zwirnereien entstand. Nach der Wende wurde das Unternehmen als Sächsische Baumwollspinnerei GmbH reprivatisiert und 1994 stillgelegt.
Georg Liebermann gehörte zu den bedeutendsten jüdischen Unternehmern in Berlin. 1907 belief sich sein Vermögen auf rund 1,9 Millionen Mark, sein jährliches Einkommen auf rund 97.000 Mark. 1913 wurde sein Vermögen bereits auf 6,1 Millionen Mark und sein jährliches Einkommen auf 400.000 Mark geschätzt. Er starb 1926, zwei Jahre nach seiner Frau. Georg Liebermanns umfangreiche Kunst- und Antiquitätensammlung wurde am 3. und 4. Mai 1927 im Auktionshaus Rudolph Lepke versteigert, darunter auch mehrere Ölgemälde seines Bruders Max.

### Sozialreformer

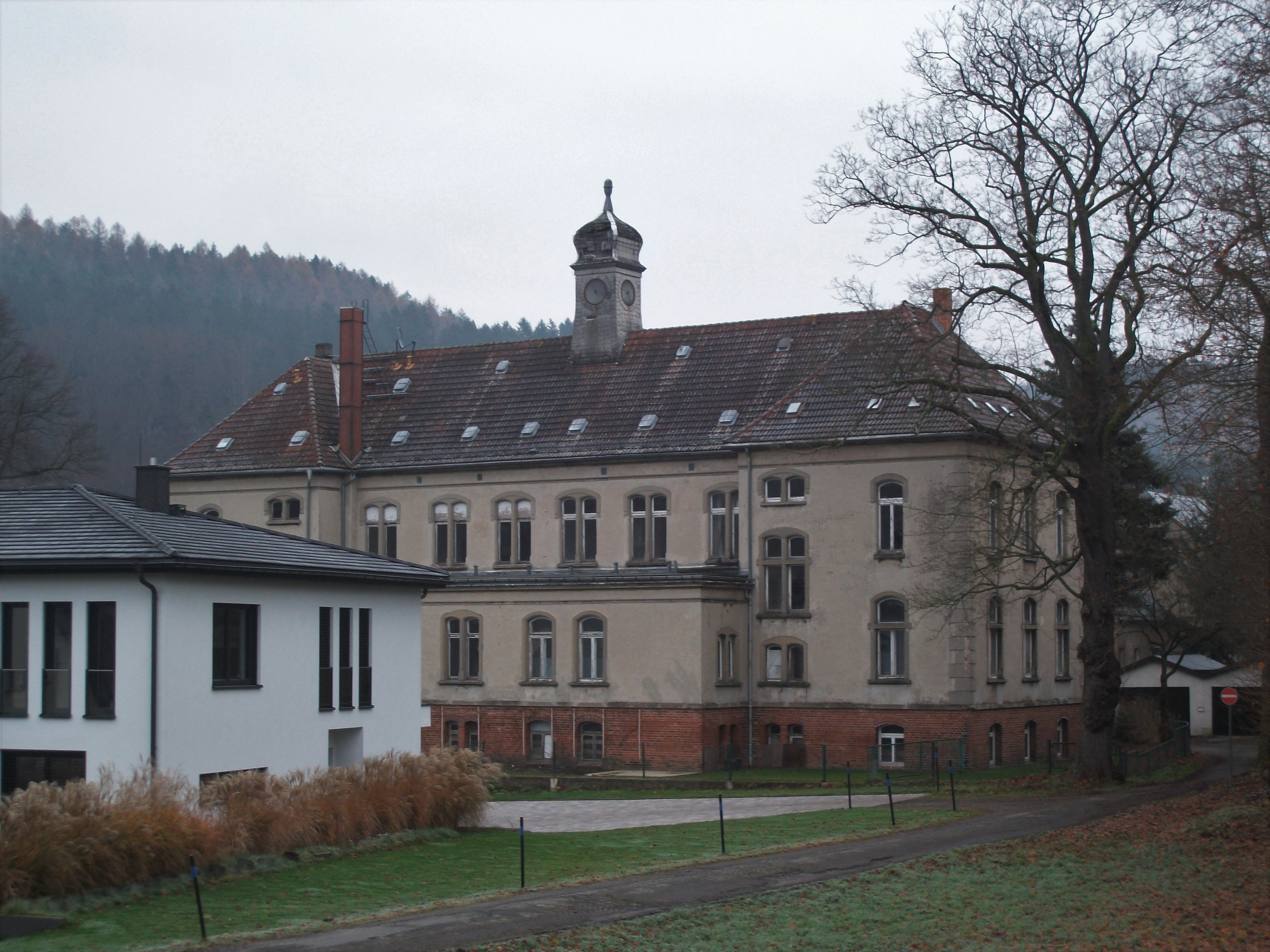
Das von Georg Liebermann 1902 erbaute ehemalige Ledigenwohnheim in Falkenau

Liebermann war sozialreformerisch eingestellt und Mitglied des Centralverein für das Wohl der arbeitenden Klassen. Aus Anlass des fünfundzwanzigjährigen Geschäftsjubiläums stiftete er mit 100.000 Mark Kapital 1902 ein Ledigenheim für seine Beschäftigten. Damit verbunden waren ein Kindergarten, eine Volksküche und eine Badeanstalt. Für seine Arbeiter ließ er mithilfe einer Stiftung ab 1897 zahlreiche Wohnhäuser errichten. Insgesamt gab es 1897 bereits 112 Häuser mit 540 Wohnungen. Die Mieteinnahmen flossen der Arbeiterunterstützungskasse des Unternehmens zu.
1894 überwies er zusammen mit seinen Geschwistern Anna, Max und Felix 100.000 Mark an den Berliner Magistrat zur Gründung einer Stiftung zum Andenken an ihre verstorbenen Eltern und „für die Armen Berlins“.
Wie sein Vater, der Mitglied der Fortschrittspartei gewesen war, engagierte sich Liebermann kommunalpolitisch. Von 1892 bis 1919 war er Mitglied der Stadtverordnetenversammlung von Berlin. Er war maßgeblich an der Gründung des Freiwilligen Erziehungsbeirats für schulentlassene Waisen beteiligt und war auch Mitglied im Vereinsvorstand.

### Auszeichnungen
- 1907: Ritterkreuz I. Klasse des königlich sächsischen Albrechts-Ordens
- 1917: Verdienstkreuz für Kriegshilfe[1]

### Mitgliedschaften
- Kuratorium der Städtischen Höheren Webeschule, Berlin
- Kuratorium der Louis und Philippine Liebermann-Stiftung, Berlin
- Kuratorium der Adolf und Emilie Mette-Stiftung, Berlin
- Kaiser-Wilhelm-Gesellschaft (seit 1914)[1]

## Familie
Georg Liebermann heiratete 1873 seine entfernte Verwandte Elsbeth, genannt Else, Marckwald (1855–1924), die ältere Schwester von Martha Marckwald, die später Georgs Bruder Max heiratete. Das Paar hatte drei Kinder. Ihr ältester Sohn, der Chemiker Hans Liebermann, beging 1938 nach seiner rassisch begründeten Entlassung aus dem Staatsdienst 1933 und jahrelanger Verfolgung Selbstmord, in der Hoffnung, so seine nicht-jüdische Frau Klara Liebermann geb. Goebbels († 1958) und die drei Söhne zu schützen. Seinen Anteil am väterlichen Immobilienbesitz hatte er ihr zuvor überschrieben. Deren Sohn Heinrich Robert (gestorben 1991) konnte nach Südafrika emigrieren, wohin auch seine Mutter nach 1945 zog. Die beiden anderen Söhne, von den Nationalsozialisten als „Halbjuden“ eingestuft, überlebten als Zwangsarbeiter bei einem Bauern in Jacobsdorf ebenfalls den Krieg. Ab 1950 versuchten Klara und Heinrich Robert Liebermann, in einem Rückerstattungsverfahren ihr Eigentum wiederzuerlangen, was nach zähen Verhandlungen ein Jahr nach Klaras Tod schließlich gelang.
Liebermanns Tochter Eva (1878–1939) war mit Admiralitätsrat Otto Max Köbner (1869–1934) verheiratet, das Paar blieb kinderlos. Sie nahm sich 1939 das Leben und setzte die Jüdische Gemeinde Berlin als Erbin ein. Das jüngste Kind war Wilhelm (1884–1931).

## Villa an der Tiergartenstraße

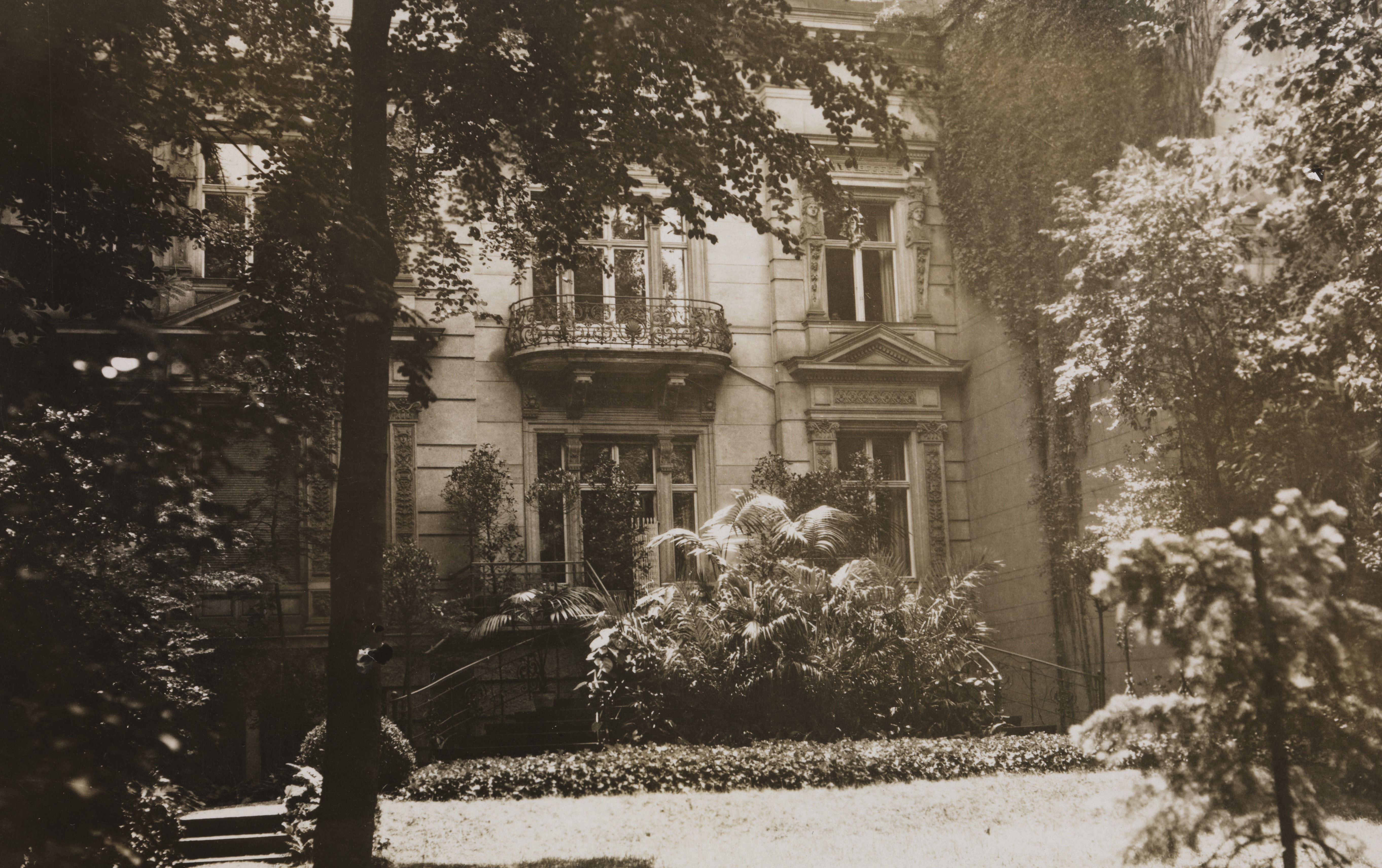
Villa Georg Liebermann, Tiergartenstraße 4 in Berlin, vor 1921

Die Familie Georg Liebermanns lebte im Tiergartenviertel, damals eine der vornehmsten Wohngegenden Berlins. Sein Bruder Felix wohnte ebenfalls dort, im Haus Bendlerstraße 10 (heute Stauffenbergstraße), sein Cousin Emil Rathenau im Haus Victoriastraße 3–4 (etwa Standort des heutigen Musikinstrumenten-Museums).
Zunächst lebte die Familie im Haus Bellevuestraße 8 in einer geräumigen Wohnung zur Miete, ehe Georg Liebermann am 31. Juli 1909 die Villa Tiergartenstraße 4 erwarb, die 1888 für Valentin Weisbach erbaut worden war. Georg Liebermann ließ die Villa zu einem dreigeschossigen Wohnhaus mit ungefähr 30 Zimmern, einem Aufzug und einem Ballsaal umbauen. Seine Familie mochte das prunkvolle Haus jedoch nicht, schon vor Liebermanns Tod 1926 wurde es nicht mehr bewohnt, sondern vermietet, so unter anderem von 1928 bis 1931 an die Kunsthändler und Auktionatoren Paul Graupe (1881–1953) und Hermann Ball.
1940 verloren Georg Liebermanns Erben die Villa durch „Arisierung“. Diese wurde anschließend Sitz des für die Euthanasie (Aktion T4) zuständigen Hauptamtes II der Führerkanzlei. Das Gebäude wurde im Krieg durch Bomben beschädigt und später abgerissen. Heute steht ungefähr an dieser Stelle die Berliner Philharmonie.